# Guscha (Berg)

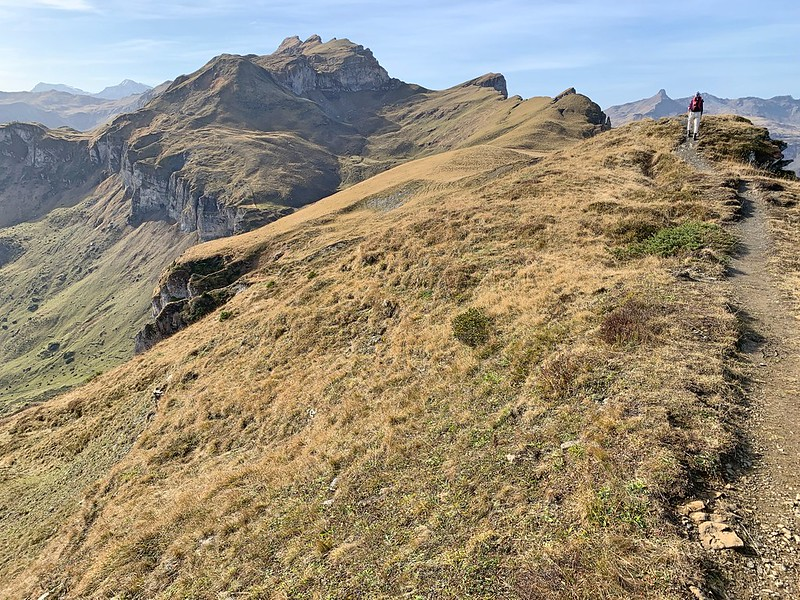
Auf dem Kamm des Guscha in der Nähe des Gipfels

Der Guscha ist ein 2141 m ü. M. hoher Berg im Kanton St. Gallen.
Der Guscha liegt südlich über Flums am Kleinberg, wie dieser Teil des Flumserbergs heisst. Zum langgezogenen Gipfelkamm gehört ein Vorgipfel mit einem markanten Kreuz. Den höchsten Punkt des Berges bezeichnet nur ein Steinmannli.
Auf dem Guscha hat man die Walenseegegend, das Sarganserland und einen Abschnitt des St. Galler Rheintals zu Füssen. Aus dem Bergpanorama ragen besonders imposant die nahen Churfirsten hervor.

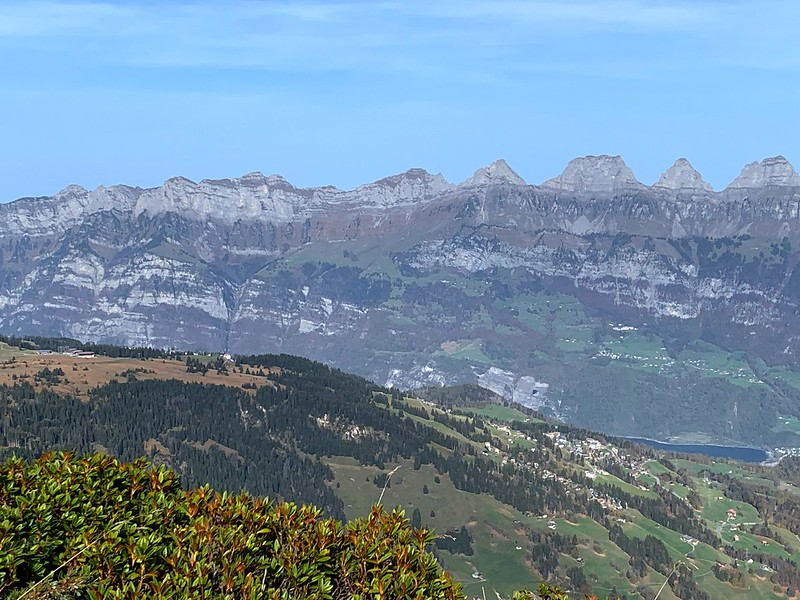
Blick vom Guscha zu den Churfirsten, unten der Walensee

Der Bergname stammt aus dem Rätoromanischen und bedeutet «Baumstrunk». Das ist bildlich zu verstehen: Der Berg ist nicht spitz geformt, sondern besitzt ein abgeflachtes, breites, strunkförmiges Gipfelplateau.
Wanderer erreichen den Berg am bequemsten, indem sie von Flums-Saxli die Seilbahn hinauf zum Wildenberg auf 1490 Metern benutzen. Die Bahn gehört zum Hotel Schönhalden auf dem Wildenberg.